# Fjällbinka
Fjällbinka (Erigeron uniflorus) är en växtart i familjen korgblommiga växter.
Den blir ungefär 2 decimeter hög och bladen är smala.
I Sverige finns två tydliga underarter:
- vitbinka (Erigeron uniflorus eriocephalus)
- fjällbinka (Erigeron uniflorus uniflorus)